# Barranc dels Horts (Tercui)
El Barranc dels Horts, és un barranc del territori de Tercui, dins de l'antic terme de Sapeira, actualment inclòs en el terme municipal de Tremp, al Pallars Jussà.
Es forma a migdia del Túnel de Tercui, a ponent de la Casa de Fumàs, per la unió del barranc dels Masets i del de l'Obac de Fumàs. Des d'aquell lloc davalla cap al sud-oest resseguint pel nord la Serra de Palasí, fins que s'ajunta amb el barranc de Solà per tal de formar el barranc de Tercui, a les Tarteres, al sud-oest del poble de Tercui.